# HKK Ljubuški
HKK Ljubuški je hrvatski košarkaški klub iz Ljubuškoga, Bosna i Hercegovina.

## Povijest
Klub postoji i djeluje od 1976. godine. Najveći klupski uspjesi u kupovima su osvajanje kupa Herceg-Bosne u sezoni 2002./03., četvrtfinale Kupa Bosne i Hercegovine u istoj sezoni, finale kupa Herceg-Bosne 1995. godine te osvajanje trećeg mjesta na istom natjecanju 1996. godine. Najveći ligaški uspjeh je plasman u prvu ligu Bosne i Hercegovine u sezoni 2005/2006.
Klub trenutno sudjeluje u natjecanjima Košarkaškog saveza Herceg-Bosne s mlađim kategorijama i to juniorima, kadetima i mlađim kadetima i još radi s najmlađim uzrastima. Treninge održava u Osnovnoj školi Marka Marulića u Ljubuškom.

## Vanjske poveznice
- HKK Ljubuški Facebook
- HKK Ljubuški juniori  Arhivirana inačica izvorne stranice od 17. lipnja 2017. (Wayback Machine) Košarkaški savez Herceg-Bosne
- (eng.) HKK Ljubuški Eurobasket